# Hemieva violacea
Hemieva violacea là một loài thực vật có hoa trong họ Saxifragaceae. Loài này được (A. Gray) Wheelock miêu tả khoa học đầu tiên năm 1896.